# Aeroporto internazionale di Taba
L'Aeroporto internazionale di Taba (in arabo مطار طابا الدولي‎?) (ICAO: HETB - IATA: TCP) è un aeroporto internazionale egiziano situato sull'altopiano del Sinai a circa 13 km a sud-est della città di Taba, nel Governatorato del Sinai del Nord. L'aeroporto ha un solo gate da cui operano principalmente voli charter.

## Storia
L'aeroporto fu costruito da Israele nel 1972 durante l'occupazione del Sinai in seguito alla Guerra dei sei giorni. Conosciuta come base militare di Etzion, fu smilitarizzata nel 1979 con il trattato di pace tra Egitto e Israele, passando sotto il pieno controllo egiziano con lo spostamento degli squadroni israeliani "Golden Eagle", "Phoenix" e "Smashing Parrot".
L'aeroporto inizialmente fu chiamato Aeroporto El Nakb. Nel 2000 furono fatti dei lavori di costruzione di un nuovo terminal, di un sistema luminoso di avvicinamento e venne ribattezzato Aeroporto Internazionale di Taba.
L'aeroporto, che opera solo con voli charter, subì una forte diminuzione del traffico aereo, passando da 41.142 passeggeri nel 2014 a solo 13.488 passeggeri l'anno successivo (un decremento pari al 67,2%) . Nel 2016 il gruppo Thales modernizzò la gestione del traffico aereo.
Nel maggio 2018 fu annunciato la ripresa dei voli charter, inizialmente con voli dalla Polonia e dalla Repubblica Ceca. Dal 2023, l'aeroporto di Taba opera con voli charter da Il Cairo, Katowice, Praga, Brno, Varsavia e Bratislava.